# Nicke Nordmark
Erik Niklas (Nicke) Nordmark, född 1974, är en svensk journalist.
Nordmark, som bor och verkar i Luleå, utbildades till vetenskapsjournalist vid Umeå universitet. Han arbetade 2001–2015 på SVT:s program Uppdrag granskning och gjorde tillsammans med Hasse Johansson flera uppmärksammade reportage. Reportaget "Blåbärskungarnas rike" tilldelades 2010 3:e pris i Prix Egalia. Reportaget "Den andra våldtäkten" om våldtäkterna i Bjästa tilldelades TV-priset Kristallen 2010 för "Årets granskning" och Stora Journalistpriset 2010 för "Årets Avslöjande". Samma reportage belönades i oktober 2010 med Prix Europa i Berlin i klassen current affairs i konkurrens med bland annat BBC. Själva scopet bakom reportaget hade dock redan avslöjats flera månader tidigare av fyra användare i en tråd på forumet Flashback.
I februari 2015 lämnade Nordmark och Johansson SVT och gick över till konkurrenten TV4 och programmet Kalla fakta.